# جيري لوغان
جيري لوغان (بالإنجليزية: Jerry Logan)‏ هو لاعب كرة قدم أمريكية أمريكي، ولد في 27 أغسطس 1941 في غراهام في الولايات المتحدة.

## وصلات خارجية
- جيري لوغان على موقع مرجع كرة القدم المحترفة.كوم (الإنجليزية)
- جيري لوغان على موقع IMDb (الإنجليزية)